# 闪点

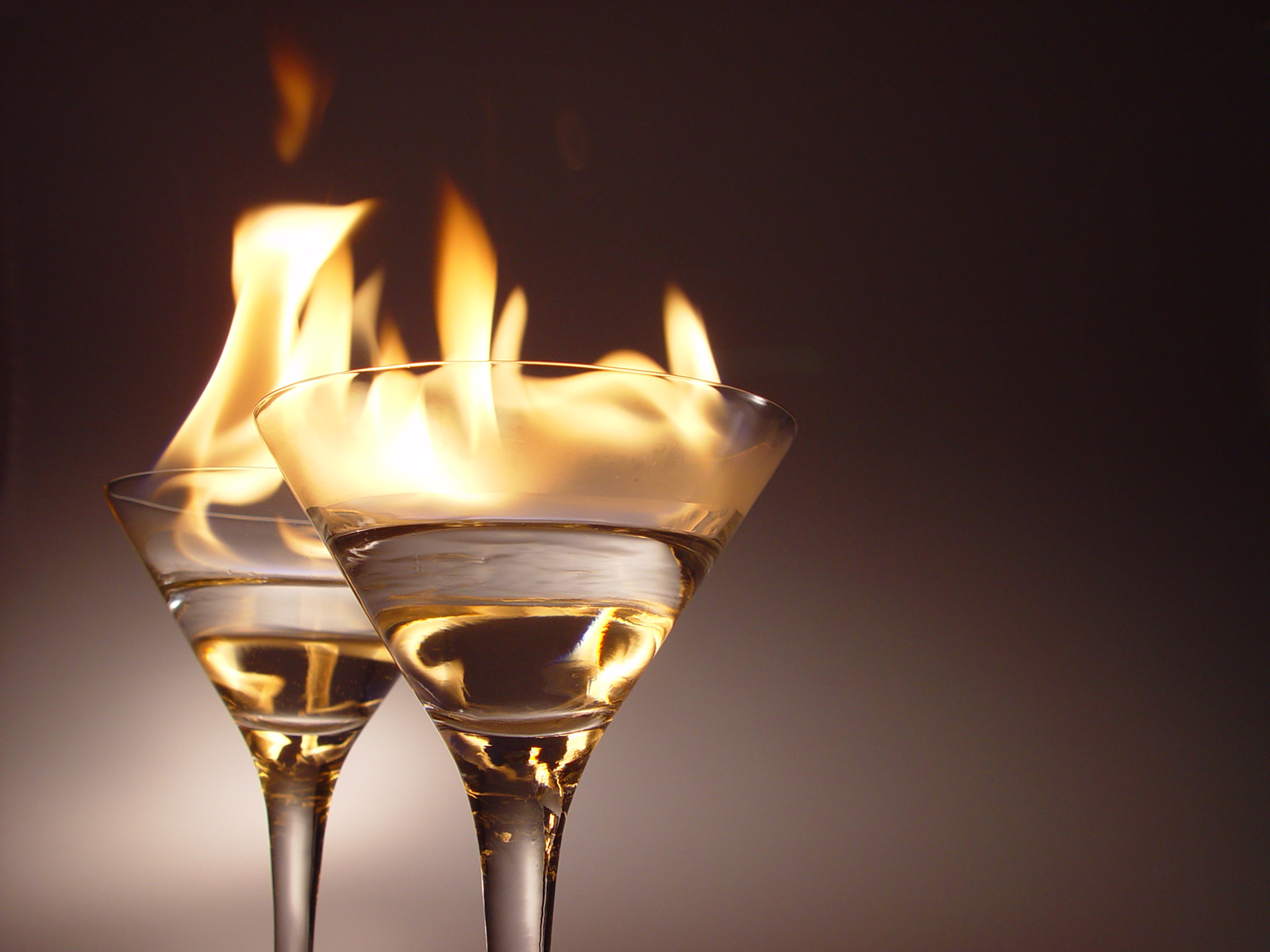
到達引火點而起火的雞尾酒。

閃火點（又稱引火點）是指揮發性物質所揮發出的氣體達到燃燒下限，與火源接觸下產生閃火（一閃即逝）的液體最低溫度。一個较常見的例子是，燃料在低溫的冬天如果接近或等於這個溫度，引擎點火很可能就會點不起來。
引火點有時會與自燃溫度混淆。
引火點與自燃溫度：前者是指揮發物質在接觸的火源被移除後，無法持續燃燒，直到揮發性物質溫度升高，蒸氣之生成速率增加，引火後始能繼續不輟，此一持續燃燒溫度，稱燃燒點或火焰點；後者則是不需要熱源點火就會燃燒的溫度。
引火點中的「閃火」兩字，和火災術語「閃燃」不同，後者是指火災時溫度達到600多℃時，一氧化碳自燃導致整個空間陷入火海。

## 测量方法
闪点有两种测量方法：开（口）杯法和闭（口）杯法。开杯法测闪点时，将试样置于敞口容器中均匀加热，每升高一定的温度引燃一次，直至试样点燃为止；闭杯法则将试样置于密闭容器中加热，并以点火器引燃。开杯闪点通常要高于闭杯闪点。

## 部分可燃液体
| 燃料             | 閃點                    | 自燃溫度         |
| ---------------- | ----------------------- | ---------------- |
| 乙醇 (70%)       | 16.6 °C（61.9 °F）      | 363 °C（685 °F） |
| 汽油             | −43 °C（−45 °F）        | 280 °C（536 °F） |
| 柴油             | >52 °C（126 °F）        | 256 °C（493 °F） |
| 航空煤油 (A/A-1) | >38 °C（100 °F）        | 210 °C（410 °F） |
| 煤油             | >38—72 °C（100—162 °F） | 220 °C（428 °F） |
| 植物油（菜籽油） | >327 °C（621 °F）       | 424 °C（795 °F） |
| 生物柴油         | >130 °C（266 °F）       |                  |